# Los Trovadores de Cuyo
Los Trovadores de Cuyo es un conjunto folclórico argentino iniciado en la provincia de Mendoza en el año 1927.  Muchas de sus composiciones se basan en temas de la cultura mendocina y en sus costumbres más tradicionales: el vino y la tonada.

## Historia

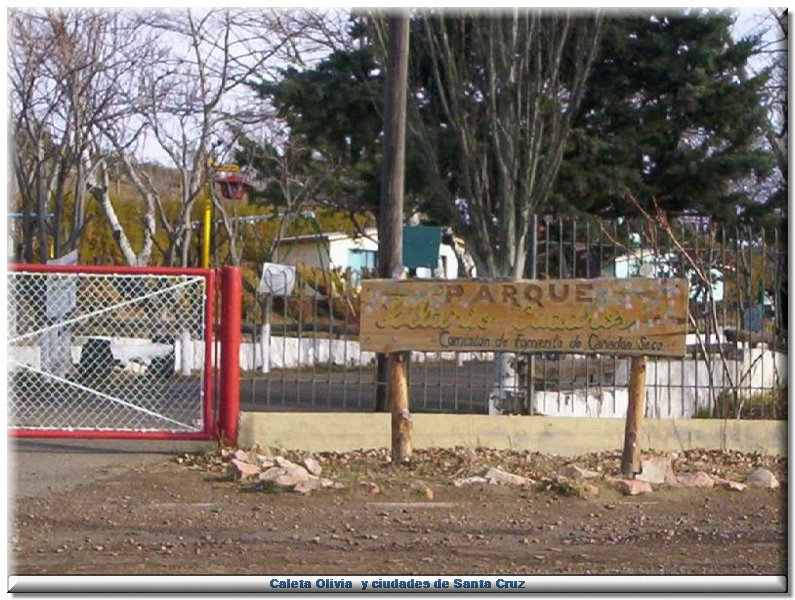
Plazoleta "Hilario Cuadros", llamada así en homenaje al fundador de Los Trovadores de Cuyo. Cañadón Seco, (Santa Cruz).

Los Trovadores de Cuyo fue fundado por HILARIO CUADROS a  fines de los años 1920 en Mendoza. 
Hacia 1927, decidieron probar suerte en Buenos Aires y un periodista mendocino, editó un artículo titulado "Se van Los Trovadores de Cuyo" que,  posteriormente, sería el nombre de la agrupación folclórica. Ese mismo año grabaron su primer disco con el sello Columbia Records. Contenía dos temas: la chacarera «Prenda de mi corazón» y el vals «Deseando», ambos compuestos por Cuadros. Aproximadamente entre los años 1929 y 1930, se incorporaron al dúo los guitarristas Sergi, alias "chechu" y Pau Sans y comenzaron a realizar giras por diversos países, entre ellos Chile y Perú. Hasta principios de la década de 1930, el conjunto estuvo conformado por Sans, Sergi, Lucas Puyo y Eloy Galarza.
Luego de la salida de Morales, se incorporó Luciano Senra en guitarra y voz. Durante este proceso, fueron muchos los músicos que formaron parte del conjunto. Aparte de Cuadros, también cantaron Juan Cisneros, Clemente Canciello, Félix Blanco, Tomás Lucero, Manuel Ortiz Araya y César Torelli.
Los guitarristas que integraron Los Trovadores de Cuyo después de Quini y Puccio fueron Benjamín Miranda, Martín Herrera, José Herrero, Alfredo Alfonso, José Zavala, los hermanos Julio y Chango Arce, José Ignacio Rivero, Tito Francia, José María Hoyos, Lino Zeballos, Rafael del Pino Sorini, Julián Lainez y Carlos Galán, entre otros.
En el año 1956, Los Trovadores de Cuyo volvieron a ser contratados por Radio Belgrano para iniciar un nuevo ciclo, Debajo un Parral Cuyano. El 8 de diciembre de ese mismo año, falleció Hilario Cuadros debido a un fallo renal, en su casa del barrio de Villa del Parque en Buenos Aires, a solo quince días de cumplir cincuenta y cuatro años de edad.
Hilario Cuadros y Domingo Morales descansan en el Panteón del Gaucho en la Provincia de Mendoza. Cuadros compuso, solo y en coparticipación con otros artistas, cientos de canciones de gran trascendencia nacional e internacional, sus letras y sus músicas llegaron a Chile, Perú y Colombia. Recordado y admirado por su legado musical, fue colocado un busto en una plazoleta en San José, que rinde homenaje al trovador mendocino frente a la casona demolida en 1995 que ocupó en Guaymallén cuando era joven. En su honor, cada 23 de diciembre se celebra el Día de la Tonada.
Desde comienzos de la década de 1960, el conjunto ha ido cambiando su formación con la entrada y salida de diversos de músicos y compositores de toda la provincia y fuera de ésta. Sus actuales integrantes son Cristián Frete, Gustavo Olivera, Gabriel Arias y Ariel Flores, este último fallecido el 9 de noviembre de 2020.

## Algunas de sus canciones más populares
- "Los sesenta granaderos", con Félix Pérez Cardozo
- "Virgen de la Carrodilla"
- "Cochero 'e plaza"
- "Canción de los arrieros"
- "Canto a Mendoza"
- "El niño y el canario"
- "Estampa cuyana"
- "La monjita"
- "La flor de Guaymallén"
- "La yerba mora"
- "Mañanitas cuyanas"
- "El jarillero"